# 灝景灣公共運輸交匯處
灝景灣公共運輸交匯處（英語：Villa Esplanada Public Transport Interchange），位於葵青區青衣北部灝景灣居民會所「灝景會」下方，設有六條車坑，讓巴士、小巴、的士使用，目前多條車坑丟空，只有一條服務該屋苑的居民巴士路線使用。

## 歷史
此站於2000年落成啟用，至今仍只有一條居民巴士路線使用。
事件於2009年8月2日刊登在《明報》頭版，立法會議員鄭家富批評車站建好又不使用，是運輸署失職。